# Justicia capensis
Justicia capensis es una especie de planta floral del género Justicia, familia Acanthaceae.
Es nativa de Provincias del Cabo, Kenia, KwaZulu-Natal, Mozambique y Tanzania.

## Descripción
Es un arbusto que puede llegar a crecer 2 metros de altura, los tallos son de color amarillo pálido a verde oscuro, con semillas de 2–3 mm de diámetro. Pecíolo hasta 3 centímetros de largo, ápice subagudo a redondeado. Se puede encontrar en matorrales costeros y dunas.